# Smrečník (Kremnické vrchy)
Smrečník je vrch v Kremnických vrších o nadmořské výšce 1249 m. Leží jižně od centrální části pohoří, mimo hlavního hřebene i značených stezek, západně od Velestúru.

## Přístup
- Lesem po bočním hřebeni z Velestúru